# Bernard Teissier
Pour les articles homonymes, voir Teissier.
Bernard Teissier est un mathématicien français né en 1945, membre du groupe Nicolas Bourbaki. Ses recherches portèrent notamment sur l'algèbre commutative et la géométrie algébrique.

## Biographie
Polytechnicien, Teissier obtint son doctorat à l'université Paris-Diderot en 1973, sous la direction de Heisuke Hironaka, récipiendaire de la médaille Fields (1970). Il travailla avec René Thom, lui aussi médaillé Fields (1958), sur les singularités.
Il est actuellement directeur émérite de recherche au CNRS et responsable du réseau national des bibliothèques de mathématiques. Il a été éditeur en chef des revues Astérisque et des Annales scientifiques de l'École normale supérieure .
En septembre 1999, il lance une pétition soumise au gouvernement en collaboration avec Charles Alunni, Éric Brian et Pierre Caye intitulée « La transmission de la culture constitue-t-elle un délit d'initiés ? », pétition signée par un prix Nobel de physique, un prix Crafoord et une médaille Fields, où il s'inquiète de la politique de France Culture (de Radio France), politique consistant en un abaissement du niveau culturel de la chaîne du fait de l'adaptation concurrentielle.
Le 28 janvier 1999, il est alors l'invité de cette radio dans « Le front des sciences », La Science des illusions, avec Charles Alunni et Jacques Ninio.

## Œuvre

### Livre
Géométrie tropicale

### Préfaces
- Les grands courants de la pensée mathématique
- Ensembles sous-analytiques à la polonaise

### Passage radiophonique
28 janvier 1999 : « Le front des sciences ». La Science des illusions. Émission France Culture.

### Articles

#### En français
- Fractions Lipschitziennes d'une algèbre analytique complexe et saturation de Zariski, par Frédéric Pham et Bernard Teissier, 06/1969
- Le problème des modules pour les branches planes, cours donné au Centre de mathématiques de l'École polytechnique, octobre-novembre 1973
- Cycles évanescents, sections planes et condition de Whitney, Asterisque no 7-8, 1973, Singularites a Cargese
- Clôture intégrale des idéaux et équisingularité: Séminaire Lejeune-Teissier, Centre de mathématiques, École polytechnique, 1974
- Séminaire sur les singularités des surfaces, Centre de mathématiques de l'École polytechnique, Palaiseau, 1976-1977
- Résolution simultanée, dans Lecture Notes in Mathematics, vol. 777, Springer, 1980 (Demazure, Teissier, Pinkham, Séminaire sur les singularités des surfaces)
- Variétés toriques et polytopes, 1980-1981
- Multiplicites polaires, sections planes et condition de Whitney, Lecture Notes in Mathematics, vol. 961, 1983, p. 314-491
- Travaux de René Thom sur les singularités d'applications différentiables, 1988
- Résultats récents sur l'approximation des morphismes en algèbre commutative, 1993
- Résultats récents d'algèbre commutative effective, janvier 1989
- Géométrie et cognition; l'exemple du continu, 24/06/2008
- Formes de Whitney et primitives relatives de formes différentielles sous-analytiques, 2010

#### En anglais
- The Moduli Problem for Plane Branches
- Semigroups of valuations on local rings, II, dans Amer. J. Math., vol. 132, no 5, oct. 2010, p. 1223-1247
- De rham theroem and holder functions
- Singularity Theory
- Trends in Commutative Algebra
- Valuations, Deformations, and toric Geometry (1998), dans Valuation theory and its applications, vol. 2, AMS, 2003, p. 361-459
- On the Mathematical Work of Professor Heisuke Hironaka
- Monomial ideals, binomial ideals, polynomial ideals, dans Avramov et al., Trends in commutative algebra, MSRI Publications 2005 Online